# Раково (гміна Піш)
Раково (пол. Rakowo) — село в Польщі, у гміні Піш Піського повіту Вармінсько-Мазурського воєводства.